# ベルモンテ・ピチェーノ
ベルモンテ・ピチェーノ（伊: Belmonte Piceno）は、イタリア共和国マルケ州フェルモ県にある、人口約600人の基礎自治体（コムーネ）。

## 地理

### 位置・広がり
フェルモ県のコムーネ。県都フェルモから西南西へ17kmの距離にある。

#### 隣接コムーネ
隣接するコムーネは以下の通り。
- ファレローネ
- フェルモ
- グロッタッツォリーナ
- モンサンピエトロ・モリーコ
- モンテジョルジョ
- モンテレオーネ・ディ・フェルモ
- モントットーネ
- セルヴィリアーノ

### 気候分類・地震分類
ベルモンテ・ピチェーノにおけるイタリアの気候分類 (it) および度日は、zona D, 2091 GGである。
また、イタリアの地震リスク階級 (it) では、zona 2 (sismicità media) に分類される。

## 歴史
2009年、アスコリ・ピチェーノ県北部が分割されてフェルモ県が設置された際に、フェルモ県所属となった。

## 行政

### 分離集落
ベルモンテ・ピチェーノには、以下の分離集落（フラツィオーネ）がある。
- Castellarso Ete, Castellarso Tenna, Colle Ete, Colle Tenna